# Chamaita celebensis
Chamaita celebensis là một loài bướm đêm thuộc phân họ Arctiinae, họ Erebidae.